# 最後の晩餐 (ジャンピエトリーノ)
ジャンピエトリーノとして知られる、ジョヴァンニ・ピエトロ・リッツォーリ (Giovanni Pietro Rizzoli) による『最後の晩餐』（さいごのばんさん、イタリア語: Ultima Cena）は、サンタ・マリア・デッレ・グラツィエ教会にあるレオナルド・ダ・ヴィンチの『最後の晩餐』の模写である。
この作品は、ロンドンのロイヤル・アカデミー・オブ・アーツが所有しているが、オックスフォードのオックスフォード大学モードリン・カレッジに貸し出されており、そこで展示されている。来歴については何もわかっておらず、誰が制作を依頼したのか、当初どこに置かれていたのかもわかっていない。バルトロメオ・セネーゼ (Bartolomeo Senese) が最初にこの作品についての言及を残した1626年には、チェルトーザ・ディ・パヴィーアのパヴィーア修道院にあった。しかし、そこが、最初にこの作品が置かれた場所であるとは考えにくい。
パヴィーア修道院にもたらされる以前のいずれかの時点で、画面上部の3分の1ほどは切り取られた。1821年に、ロイヤル・アカデミー・オブ・アーツは、この作品を、マルコ・ドッジョーノの作として600ギニーで購入したが、今日では作者はジャンピエトリーノと考えるのが通例となっている。
ジャンピエトリーノは、オリジナルであるレオナルドによるサンタ・マリア・デッレ・グラツィエ教会の食堂の『最後の晩餐』の制作に、助手として関わっていたのではないかと推測されているが、これを証明する当時の証拠は残されていない。この模写には、既に失われた細部についての情報も残されており、食卓上のグラス類や、堂内の内装を飾る花のモチーフなどが描かれている。

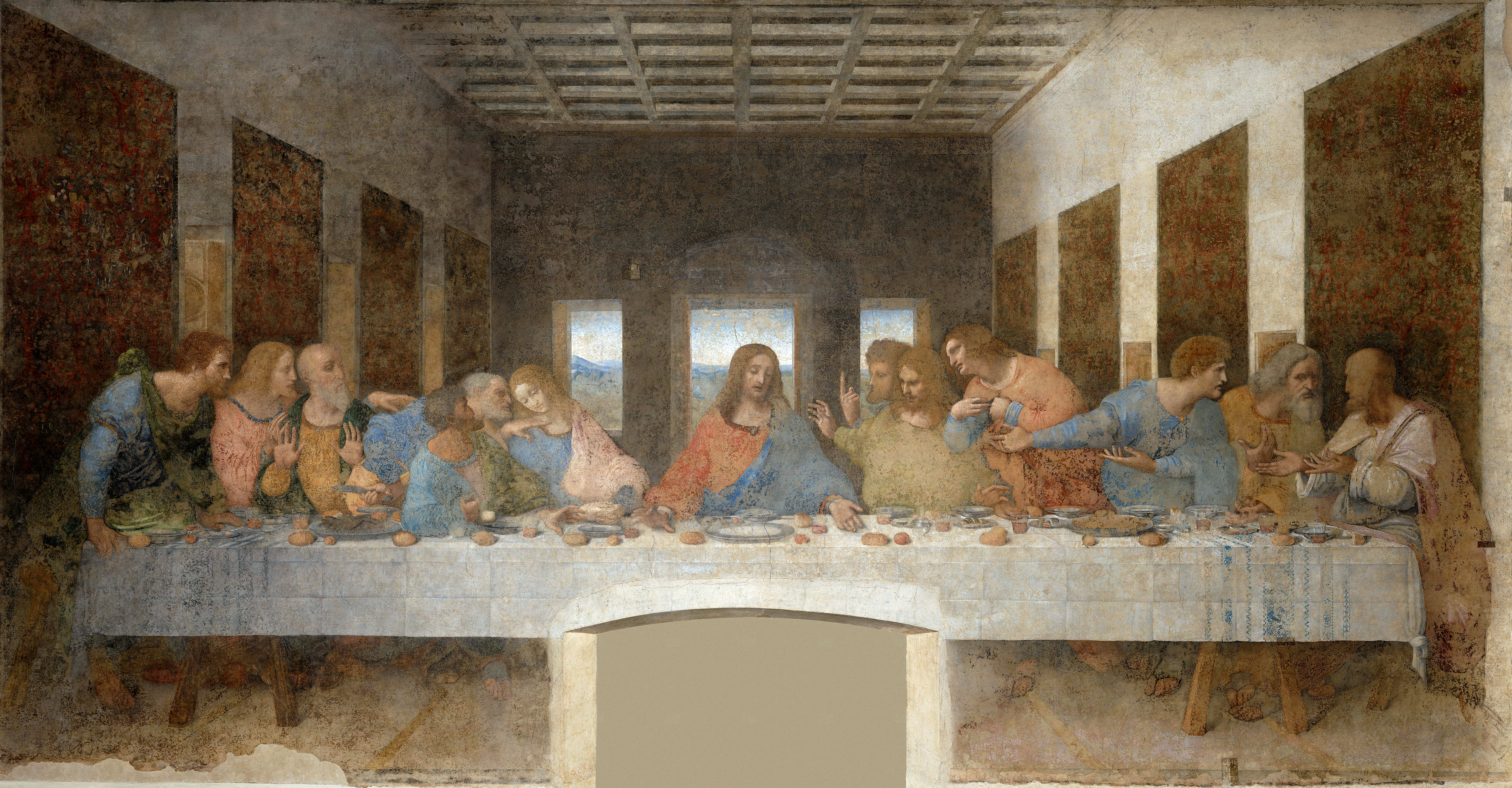
レオナルドの『最後の晩餐』

## 関連項目

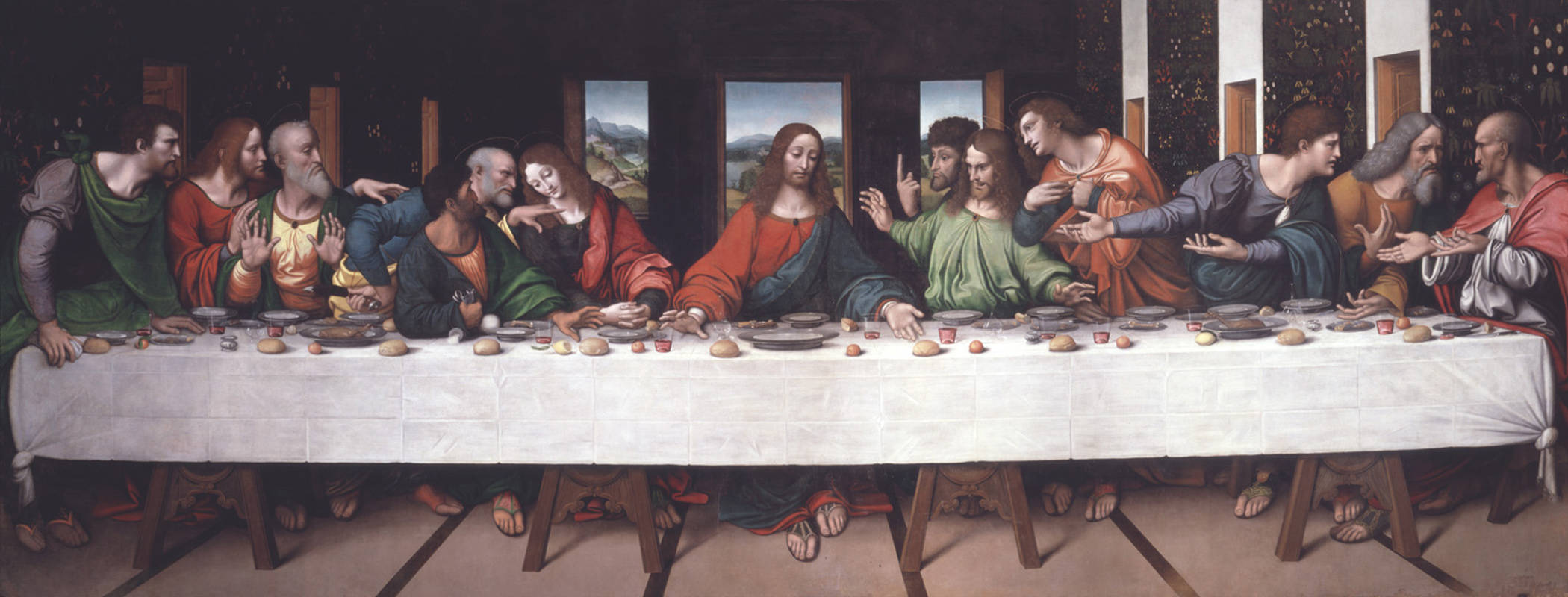
ジャンピエトリーノの『最後の晩餐』。レオナルドのオリジナルと比べると、上部が切り取られていることがわかる。